# Elisabet de Luxemburg (duquessa de Hohenberg)

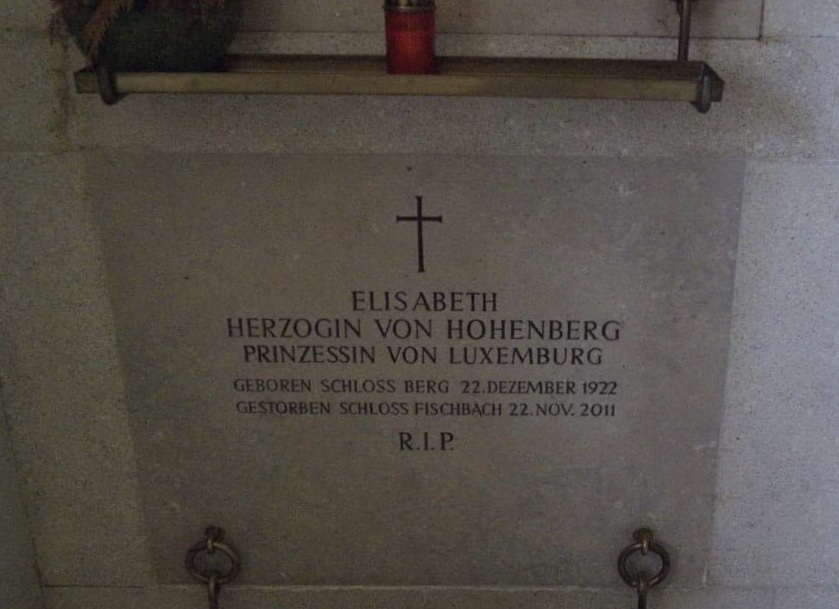
Tomba de la duquessa.

Elisabet de Luxemburg, duquessa de Hohenberg (Castell de Berg 1922). Princesa de Luxemburg amb el tractament d'altesa reial que contragué matrimoni amb un membre de la Casa d'Àustria de la branca ducal de Hohenberg.
Nada al Castell de Berg el dia 12 de desembre de l'any 1922 essent filla del príncep Fèlix de Borbó-Parma i de la gran duquessa Carlota I de Luxemburg. Neta per via paterna del duc Robert I de Parma i de la infanta Maria Antònia de Portugal i per via materna del gran duc Guillem IV de Portugal i de la infanta Maria Anna de Portugal.
El dia 9 de maig de l'any 1956 contragué matrimoni a la catedral de Luxemburg amb el príncep Francesc Ferran de Hohenberg. Francesc Ferran era fill del duc Maximilià de Hohenberg i de la comtessa Maria von Waldburg zu Wolfegg und Waldsee. Francesc Ferran era net de l'arxiduc i hereu a la Corona austrohongaresa, Francesc Ferran d'Àustria.
L'any 1938 amb l'Anchluss; és a dir, l'annexió d'Àustria a Alemanya, els Hohenberg foren traslladats al camp de concentració de Dachau on passaren tota la Segona Guerra Mundial. Francesc Ferran i els seus germans, junt amb els seus pares, recuperaren la llibertat l'any 1945 gràcies a l'alliberament del camp de concentració per part de les tropes estatunidenques. En el camp de concentració, Francesc Ferran faria amistat amb una tia de la seva esposa, la princesa Antònia de Luxemburg, princesa hereva de Baviera.
Francesc Ferran i Elisabet tingueren dues filles:
- SAS la duquessa Anna de Hohenberg, nada al Castell de Berg el 1958. Contragué matrimoni al Castell d'Artstetten amb el comte Romeu de la Poëze d'Harambure el 1978 de qui es divorcià vint anys després per casar-se, en segones núpcies, amb el duc Andreas von Bardeau.

- SAS la princesa Sofia de Hohenberg, nada el 1960 al Castell de Berg. Es casà l'any 1983 al Castell d'Artstetten amb l'aristòcrata belga Jean-Louis Marie René Ghislain de Potesta.

Elisabet quedà viuda l'any 1977 quan el duc Francesc Ferran morí.